# Cuenca de Krishna-Godavari
La cuenca de Krishna-Godavari (del télugu: కృష్ణా-గోదావరి బేసిన్ [Kr̥ṣṇā-gōdāvari bēsin]) es una cuenca peri-cratógena que se extiende por más de 50 mil kilómetros cuadrados en India, entre los ríos Krishná y Godavari. El sitio es conocido porque en 2002 la empresa Reliance Industries encontró en él la mayor reserva de gas natural del país.

## Recursos naturales
El primer descubrimiento de gas natural en la cuenca ocurrió en 1983, cuando la empresa Oil and Natural Gas Corporation tenía unas pequeñas oficinas en Rajahmundry y Narsapur. Desde ese momento varias compañías iniciaron la exploración de la región en busca de recursos. En junio de 2005 la empresa Gujarat State Petroleum Corporation encontró varias reservas, que juntas acumulan de 20 billones de pies cúbicos (570 millones de metros cúbicos), al año siguiente Reliance Industries encontró varias reservas con un total de 14 billones de pies cúbicos (400 millones de metros cúbicos) de gas natural a 1800 metros por debajo de la bahía de Bengala.
En junio de 2009 la compañía Oil and Natural Gas Corporation realizó un descubrimiento de gas natural en la región, que según estimaciones de terceros tiene un volumen aproximado de 10 billones de pies cúbicos (180 millones de metros cúbicos). En mayo de 2011 Reliance Industries estimaba que entre las perforaciones D-3 y D-9 poseía cerca de 20 billones de pies cúbicos (570 millones de metros cúbicos) de este material.
Según los estudios geológicos realizados, el terreno y la costa de la cuenca tienen buenas posibilidades de alojar reservas de gas natural y petróleo. La mayoría de los pozos taladrados tienen una corta vida de explotación, lo que hace que la extracción de recursos sea errática en la región.

## Ecología
La cuenca es el hábitat de la especie Lepidochelys olivacea, un tipo de tortuga categorizada como vulnerable por la Unión Internacional para la Conservación de la Naturaleza.